# Vidovle
Vidovle je malá vesnice, část obce Bitozeves v okrese Louny. Nachází se asi 2,5 kilometru severně od Bitozevsi. Prochází zde silnice II/251. Vidovle je také název katastrálního území o rozloze 3,44 km².

## Název
Název vesnice je odvozen ženskou přivlastňovací příponou z osobního jména Vidov ve významu Vidovova hora. V historických pramenech se jméno vesnice objevuje ve tvarech: in Widowil (1382), in villa Vydowly (1388), in Wydowle (1391), in Wydobl (1413), w Widowli (1544), Widaule (1631), Widobel nebo Witowl (1839) a Widobl nebo Witowl (1846).

## Historie
První písemná zmínka o Vidovli pochází z roku 1382. V roce 1388 ves vlastnil Ješek z Tatinné, který o dva roky později část vesnice prodal měšťanu Otlínovi ze Žatce a zbytek odkázal špitálu, který stával v Žatci na Pražském předměstí, ale vdova po Ješkovi ve vsi žila ještě v roce 1396. Dalším známým majitelem byl v roce 1537 Jan Hruška z Března, kterému patřilo bitozeveské panství, jehož byla Vidovle součástí. V polovině šestnáctého století panství zdědili Janovi synové Jakub a Mikuláš Hruškové z Března a roku 1559 byl jediným majitelem Jakub. Někdy v té době snad ve Vidovli vznikla tvrz připomínaná poprvé roku 1563, kdy patřila Šebestiánu Hruškovi z Března.
Bernard Hruška z Března si v závěti vymínil, že Vidovle zůstane nedělitelnou součástí bitozeveského panství. Podle Augusta Sedláčka v roce 1618 ves patřila k Lišanům. Během konfiskací po bitvě na Bílé hoře byl Jiří Hruška z Března neoprávněně odsouzen ke ztrátě třetiny majetku. Zabavený majetek, ke kterému Vidovle patřila, koupil roku 1623 Seifríd Kryštof Beruner ze Stärzu, a po soudních sporech jej získala zpět až Jiřího manželka Eva. Během třicetileté války však tvrz nejpozději roku 1625 vyhořela a nebyla obnovena. Naopak její zdivo bylo použito jako zdroj stavebního kamene pro stavbu nových budov dvora, ve kterém stávala.

## Obyvatelstvo
|                                                                         | 1869 | 1880 | 1890 | 1900 | 1910 | 1921 | 1930 | 1950 | 1961 | 1970 | 1980 | 1991 | 2001 | 2011 |
| ----------------------------------------------------------------------- | ---- | ---- | ---- | ---- | ---- | ---- | ---- | ---- | ---- | ---- | ---- | ---- | ---- | ---- |
| Obyvatelé                                                               | 107  | 141  | 167  | 197  | 203  | 213  | 200  | 96   | 111  | 75   | 42   | 25   | 21   | 21   |
| Domy                                                                    | 13   | 15   | 17   | 23   | 28   | 30   | 31   | 27   | .    | 25   | 18   | 21   | 23   | 22   |
| Počet domů z roku 1961 je zahrnut v celkovém počtu domů obce Bitozeves. |      |      |      |      |      |      |      |      |      |      |      |      |      |      |